# Microsoft Office Mix

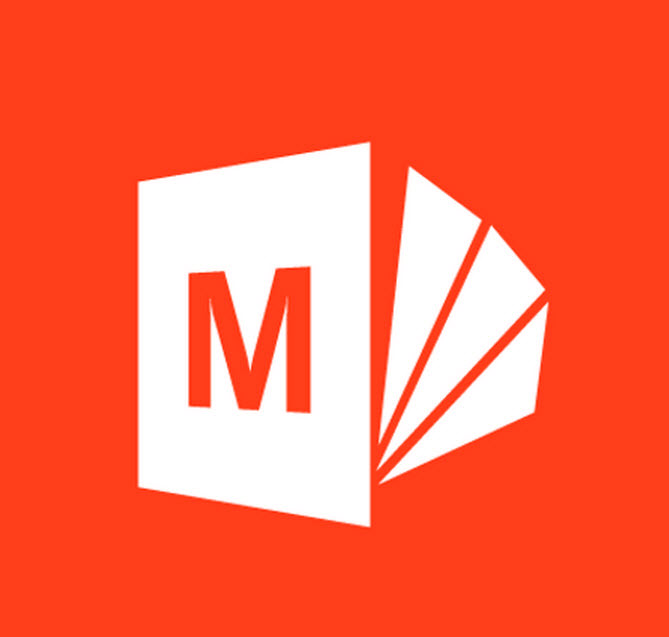
Logo de Microsoft Office Mix

Microsoft Office Mix ( Office Mix ) es un servicio proporcionado por Microsoft como parte de su suite Office. Mix se lanzó en 2014 como parte de una suscripción a Office 365, antes de su retiro el 1 de mayo de 2018 El sitio web de Office Mix todavía está activo; sin embargo, al visitar el sitio web, muestra un mensaje que indica que el servicio ya no está disponible.
Office Mix era un complemento de Office integrado en el programa de PowerPoint diseñado como un servicio educativo para ayudar a los profesores a crear presentaciones interactivas en el aula.  Permite a los usuarios realizar una variedad de tareas, como insertar tinta, narración, encuestas y capturas de pantalla directamente en las presentaciones, compartir sus creaciones exportando una combinación (también conocida como "mezcla" (singular) o "mezcla" (plural) publicar en formato de video o en línea a la plataforma de video de Office 365 Video y vea estadísticas sobre los usuarios que ven su trabajo a través de herramientas de análisis. El servicio estaba disponible para Office 2013 y Office 2016 y estaba solo para sistemas operativos de Windows .

## Instalación
Office Mix no está integrado en el programa de PowerPoint. En su lugar, los usuarios deben obtener el instalador del complemento de Office Mix a través del sitio web mix.office.com para integrar el complemento de Office Mix en el programa de PowerPoint, y aparecerá una opción global llamada "Mix" en la tarjeta de interfaz de la aplicación. los usuarios pueden acceder a varias opciones relacionadas con Office Mix.
Nota: Los usuarios deberán demostrar la propiedad de una suscripción activa de Office 365 a través de su cuenta personal de Microsoft o una cuenta administrada por su organización o institución, o un servicio de SSO de terceros compatible, como una cuenta de Google o una cuenta de Facebook.

## Características
El servicio Office Mix permitía a los usuarios utilizar las siguientes funciones:
- Dibujar con tinta y anotar presentaciones de PowerPoint, e insertar narraciones, encuestas y capturas de pantalla directamente.
- Comparta las creaciones del usuario en Office Mix (también conocido como "mezcla" (singular) o "mezclas" (plural)) exportando la mezcla a un formato de video de computadora o publicándola en la plataforma en línea de Office 365 Video .
- Genere y vea datos estadísticos sobre los usuarios que ven sus creaciones a través de herramientas de análisis .

## Discontinuación
A partir del 1 de mayo de 2018, Microsoft retiró oficialmente Office Mix, se envió a los usuarios una notificación a sus correo electrónico que tendrían varios meses para recuperar todo su contenido, antes de que cerrara la plataforma. Después de la descontinuación, las funciones de Office Mix se integraron en el programa de PowerPoint para los usuarios que obtuvieron Office a través de una suscripción a Office 365 que sigue estando disponible.